# Падамси, Алик
Алик Падамси (хинди एलेक पद्मसी; 5 марта 1928, Бомбей — 17 ноября 2018, там же) — индийский театральный режиссёр
 и актёр, а также создатель рекламных роликов. Известен исполнением роли Мухаммада Али Джинны в фильме «Ганди» Ричарда Аттенборо. Награждён орденом Падма Шри за заслуги в области искусства в 2000 и Премией Академии Сангит Натак как театральный режиссёр в 1986.

## Биография
Родился 5 марта 1928 или 1931 года в Бомбее в зажиточной семье мусульман-ходжа из гуджаратского региона Кач. Его отец, Джафферсет, владел 10 зданиями и управлял производством посуды, а мать, Кульсумбай, руководила мебельным бизнесом. Всего в семье было восемь детей. Старший брат Султан «Бобби» Падамси привил ему любовь к театру. Алик дебютировал на сцене, когда ему было всего семь лет, сыграв в пьесе Уильяма Шекспира «Венецианский купец», поставленной его братом.
Начальное образование Падамси получил в школе-пансионате Мисс Мёрфи и соборной школе Бомбея. Затем он поступил в колледж Святого Ксавьера. Во время учёбы, когда ему было 19 лет, он влюбился в христианскую девушку Перл, но жизнь развела их в разные стороны. Она вышла замуж, а Падамси поехал в Лондон учиться в Королевскую академию драматического искусства. Они снова встретились, когда он вернулся на родину, а она — развелась. Мать Падамси была против его женитьбы на Перл из-за того, что та была другого вероисповедания, к тому же разведена и с двумя детьми (Ранджит и Рохини). Поэтому после свадьбы он оставил дом родителей и семейный бизнес и вынужден был найти работу. В конце 1950-х он устроился копирайтером в рекламную фирму J. Walter Thomson. В браке с Перл родилась дочь Раелл.
В сентябре 1961 года его падчерица 10-летняя Рохини скончалась из-за болезни почек, а через некоторое время супруги развелись. Впоследствии Падамси женился повторно. Его второй супругой стала Долли Тхакор, с которой он познакомился работая в сфере рекламы. В 1978 году у них родился сын Квазар. Но спустя два с половиной года после этого брак распался.
В 1974 году Падамси создал свой самый культовый рекламный ролик для мыла Liril с Карен Люнель в зеленом бикини под водопадом Кодайканал.
В 1980 году он стал исполнительным директором одного из крупнейших рекламных агентств страны Lintas India, а позже — региональным координатором Lintas в Южной Азии. Среди проведённых им рекламных кампаний: «домохозяйка Лалитаджи» для стирального порошка Surf, «Черри Чарли» для гуталина «Cherry Blossom», «Мускулистый мужчина» для производителя шин MRF.
Свою единственную роль в кино актёр сыграл после того, как в 1981 году встретил на вечеринке американского режиссёра Ричарда Аттенборо, снимавшего фильм «Ганди», и тот сразу предложил ему роль Мухаммеда Али Джинны, сказав, что видит в нём «те же качества». Падамси снимался на выходных, так как в будни был занят на официальной работе. Он также помог собрать массовку для сцены похорон Ганди, придумав текст объявления в газете, который он называет «самой успешной рекламой» в своей карьере.
Продолжая быть связанным с театром, он поставил около 70 пьес, среди которых такие как «Туглака» и «Разбитые образы» Гириша Карнада, «Иисус Христос — суперзвезда», «Смерть коммивояжера» и «Трамвай „Желание“». В 1986 году Алик женился в третий раз на певице Шэрон Прабхакар, которая исполняла главную роль в его постановке рок-оперы «Эвита». Спустя год у них родилась дочь Шазан. С Шэрон Алик расстался в 2012 году.
В 1994 году Падамси оставил Lintas и основал AP Advertising Pvt Ltd, специализирующуюся на консультациях по имиджу и коммуникациям для знаменитостей и брендов.
Алик Падамси скончался в частной больнице Мумбаи 17 ноября 2018 года, в возрасте 90 лет.